# Carl Martin Wollenhaupt
Carl Martin Wollenhaupt (* 26. September 1870 in Melsungen; † im 20. Jahrhundert) war ein deutscher Kommunalbeamter und Abgeordneter des Provinziallandtages der preußischen Provinz Hessen-Nassau.

## Leben
Carl Martin Wollenhaupt war der Sohn des Weißbindermeisters August Carl Wollenhaupt. Nach seiner Schulausbildung ging er in die Kommunalverwaltung und wurde in Fritzlar Steuerinspektor. Innerhalb der Verwaltung orientierte er sich neu und wechselte zur Katasterverwaltung, wo er zuletzt als Kastasterdirektor eingesetzt war.
Er engagierte sich in der Politik, trat der Hessischen Arbeitsgemeinschaft bei und wurde 1921 einer ihrer Vertreter im Kurhessischen Kommunallandtag des Regierungsbezirks Kassel, aus dessen Mitte er ein Mandat für den Provinziallandtag der Provinz Hessen-Nassau erhielt. Er blieb bis zu seinem Fortzug im Jahre 1929 in den Parlamenten.